# Lyssets
Lyssets (ukrainien : Лисець) est une commune urbaine de l'oblast d'Ivano-Frankivsk, en Ukraine. Elle compte 2 926 habitants en 2021.